# The Elder Scrolls Online: High Isle
The Elder Scrolls Online: High Isle — дополнение для компьютерной игры The Elder Scrolls Online. В качестве разработчика выступает ZeniMax Online Studios, а издателя — Bethesda Softworks. Выход дополнения состоялся в 2022 году для персональных компьютеров под управлением Windows и macOS, а также на PlayStation 4, PlayStation 5, Xbox One и Xbox Series X/S.
High Isle является шестой главой игры и открыл сезон «Бретонское наследие», в который вошло ещё три дополнения, вышедших позднее в 2022 году. Сюжет дополнения разворачивается на Высоком острове и посвящён переговорам о прекращении Войны трёх знамён, которым пытается помешать таинственный орден, возглавляемый Владыкой Расцвета.

## Изменения в игровом процессе
Дополнение добавило в игру новую локацию, состоящую из двух островов, Высокого острова и Аменоса, входящих в архипелаг Систрес, расположенный северо-западнее острова Саммерсет и юго-западнее провинции Хаммерфелл материка Тамриэль. В отличие от предыдущих глав, местом действия которых становились регионы, ранее показанные в предыдущих играх серии, Высокий остров и Аменос появляются в серии впервые, а архипелаг до этого упоминался лишь единожды в The Elder Scrolls Adventures: Redguard 1998 года. Новая глава посвящена расе бретонцев и их культуре, которым, по словам креативного директора Рича Ламберта, не уделялось достаточно внимания в прошлых играх серии.

Карта западной части континента Тамриэль и различных архипелагов, показанная в The Elder Scrolls Adventures: Redguard. Архипелаг Систрес, который стал местом действия «главы», отмечен красным кругом

Другим нововведением стала внутриигровая коллекционная карточная игра «Легенды о наградах», в которую можно играть в тавернах игрового мира. Доступна как игра против игроков (включая ранговые матчи), так и однопользовательская сюжетная кампания. В качестве наград за победы в матчах игроки могут получить внутриигровое золото, косметические предметы, предметы обстановки для дома и ремесленные материалы.
Как и предыдущие главы, High Isle добавило в игру очередное испытание, рассчитанное на 12 человек — Риф Зловещих Парусов. Вместе с выходом дополнения в игре появились два новых спутника — каджитка Эмбер и бретонка Изобель, а бесплатное обновление, которое вышло вместе с главой, добавило официальный текстовый перевод на испанский язык.

## Сюжет
События дополнения разворачиваются на Высоком острове, который является частью архипелага Систрес. Сам архипелаг является частью провинции Хай Рок и подчиняется верховному королю Эмерику, однако из-за удалённости от основного континента регион может осуществлять независимую внутреннюю политику.
Леди Арабелла Даво решает организовать на Высоком острове переговоры между тремя враждующими альянсами — Эбонхартским Пактом, Альдмерским Доминионом и Даггерфольским Ковенантом, — и просит игрока раздать им пригласительные медальоны. Выполнив задание и добравшись до Высокого острова самостоятельно, игрок узнаёт от Арабеллы, что корабли с представителями фракций попали во внезапно начавшийся шторм и не добрались до острова. Проведя расследование, игрок выясняет, что шторм был искусственно вызван магией Ордена Рассвета. Переговорщиков, которыми оказались принц Ирнскар из Виндхельма, а также лично королева Айренн и верховный король Эмерик, найти не удалось. Герцогиня Элея решает начать чествования согласно планам, чтобы не вызывать подозрений среди населения острова, однако во время пиршества замок Дефор подвергается нападению под руководством таинственного Мага Рассвета. Не сумев отыскать переговорщиков на Высоком острове, герои отправляются на остров Аменос, представляющий собой тюремную колонию, куда прибило останки разбившихся кораблей.
На острове герои узнают, что на Аменос выбросило трёх неких аристократов, и человеку, нашедшего и доставившего их Ордену Рассвета, была обещана свобода. Владыка Рассвета планировал публично казнить лидеров, начав таким образом свой путь к абсолютной власти. Герой находит представителей альянсов первым, после чего леди Арабелла отправляет их на защищённый магией Остров Всех Флагов. Сам герой, изучив документы Ордена, выясняет о существовании пещеры под замком Дюфор, в котором Орден планирует провести встречу магов. Отправившись в пещеру, игрок встречает лично Мага Рассвета и узнаёт его личность — граф Дамар Дюфор. Тем временем управляющий Дюфоров присоединяется к мятежу и запирает герцогиню Элею в её покоях, и игроку приходится отправиться к ней на помощь.
Орден Рассвета начинает штурм Острова Всех Флагов, и герой с небольшой командой отправляется на помощь лидерам альянсов. На острове выясняется, что к предателям присоединились друиды Старшего течения. Одержав верх над нападающими, игрок лично расправляется с Дамаром. Лорд Бакарон Волор объявляет о пире в честь подвигов главного героя, дабы под этим предлогом усадить переговорщиков за один стол. Орден Рассвета, однако, повержен не был, поскольку Владыка Рассвета всё ещё оставался жив.

## Разработка и выпуск
Дополнение было анонсировано в ходе прямой трансляции разработчиков 27 января 2022 года. Выход дополнения состоялся 6 июня 2022 года для персональных компьютеров под управлением Windows и macOS, а 21 июня были выпущены версии для PlayStation 4, PlayStation 5, Xbox One и Xbox Series X/S. High Isle входит в сезон «Бретонское наследие», куда войдут ещё три дополнения. Первое из них, Ascending Tide, было выпущено в марте 2022 года и содержит два новых групповых подземелья, которые выступают в качестве предыстории к событиям High Isle.
Разработчики сменили тон повествования в новом дополнении. Основная сюжетная линия будет посвящена политическим интригам, а не угрозам мирового масштаба, на которых фокусировались последние дополнения игры.
Как и предыдущие главы, High Isle распространяется в двух изданиях: стандартное издание предоставляет доступ к дополнению, а коллекционное дополнительно содержит бонусные косметические предметы.

## Восприятие
| Сводный рейтинг | Сводный рейтинг |
| Агрегатор       | Оценка          |
| --------------- | --------------- |
| Metacritic      | (PC) 79/100     |
| OpenCritic      | 78/100          |

Дополнение получило в целом положительные отзывы. Средняя оценка версии для персональных компьютеров на сайте-агрегаторе Metacritic составила 79 баллов из 100, а на OpenCritic — 78 из 100.